# Spálená
Spálená (németül Brenndorf) Nový Kostel településrésze Csehországban a Karlovy Vary-i kerület Chebi járásában. Központi településétől 1,5 km-re nyugatra fekszik. A 2001-es népszámlálási adatok szerint 19 lakóháza és 45 lakosa van.